# Arvid Tönnesson Wildeman
Arvid Tönnesson Wildeman, död 17 april 1617 i Viborg, var en svensk statsman och krigare i Finland.

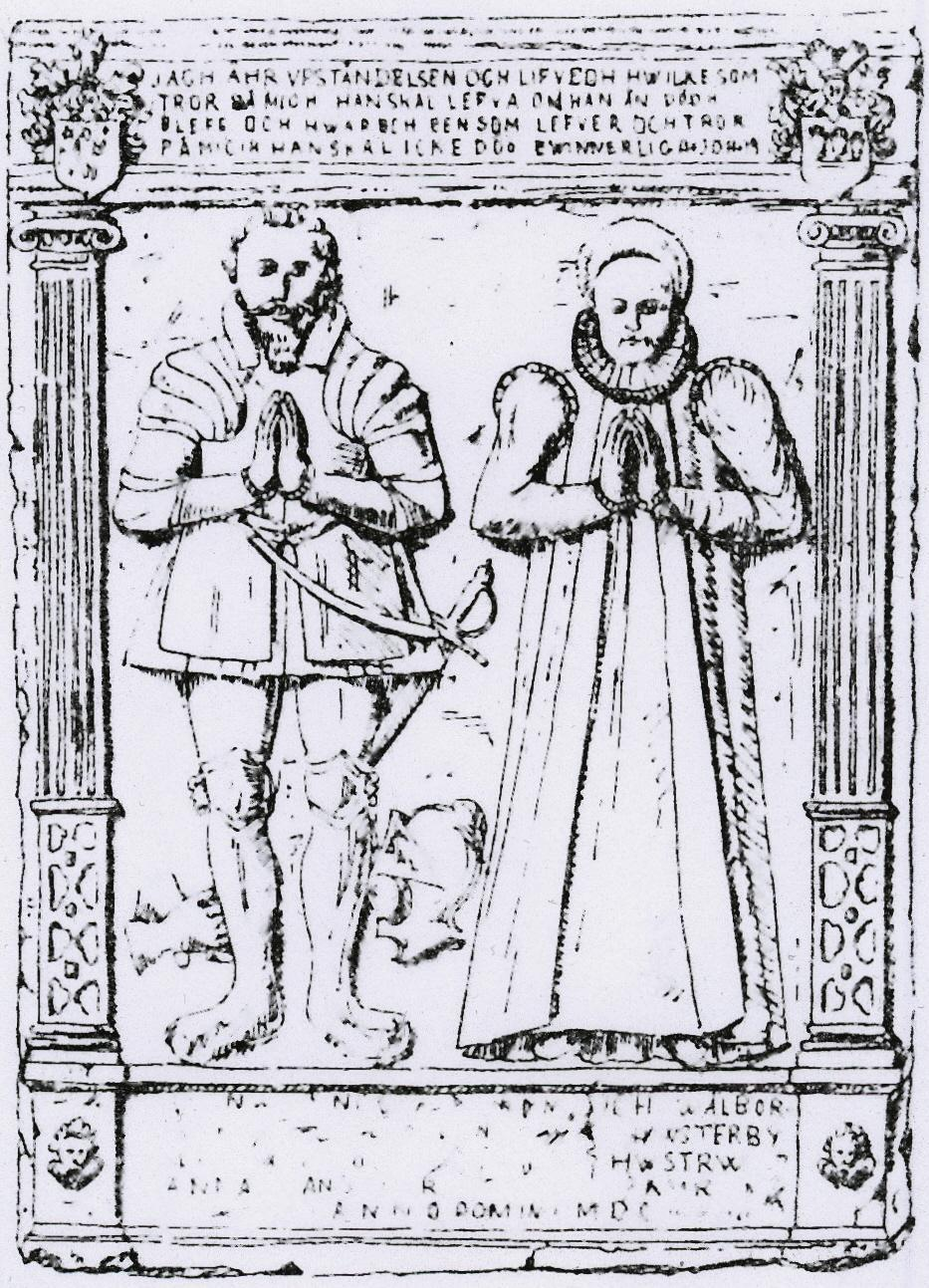
Gravhällen i Pernå kyrka framställer ståthållaren Arvid Tönnesson Wildeman i krigarrustning och hans fru Anna Hansdotter Björnram iklädd den tidens kvinnodräkt, båda med över bröstet till bön hoplagda händer. Upptill på stenen läses bibelspråket 11 Joh. 25—26 mellan Wildemanska och Björnramska vapnen. Vad det senare beträffar så visar det en avvikelse från det vanligen förekommande. Skölden är nämligen här tudelad med trenne upprätta björnramar i övre fältet, varjämte hjälmprydnaden utgöres av tvenne sådana ramar. Under bilderna finnes följande uthugget: [DENNA (?)] STEEN HÖR[ER(?) DE]N EDLE OCH WÄLBOR : DO.. M.. ARVID TÖNNESON [T]I[L] TIVSTERBY TILL.. S... [F]OR SIGH (?) SIN KÄRE HWSFRW ANNA HANS DOTTER OCH BEGGE[S]; THERES K[Ä]RE BARN ANNO DOMINI MDCX.
Teckning av arkitekten Yrjö Blomstedt.

## Biografi
Arvid Tönnesson Wildeman var son till ståthållaren på Viborgs slott Tönne Olofsson till Tjusterby i Pernå och Brita Risbit. Ätten Wildeman hette tidigare Lille och var gammal frälse. 
Wildeman deltog 1593 i en beskickning från en släkting via farmodern, Klas Eriksson Fleming till Sigismund i Polen. Sedermera var han en av det kungliga partiets mest pålitliga och använda anhängare i Finland, var 1596 häradshövding i Borgå län och utsågs 1599 till amiral i Finland. I den därpå följande kampen med hertig Karl hade han ringa framgång. Hans flotta föll vid Helsingfors delvis i dennes händer, medan han själv med några fartyg flydde till Reval. Redan följande år försonade han sig dock med hertig Karl och vann inom kort hans ynnest. 
Han blev häradshövding i Kymmene härad samt Pyttis och Elimä socknar 1601, ståthållare på Viborgs slott 1602 samt lagman i Karelen 1608 och därjämte i Kexholms län 1611. Likaså användes han av Gustav II Adolf såväl i krigiska värv som i underhandlingar. Wildeman var en av dem, vilka å Sveriges vägnar undertecknade freden i Stolbova 1617.
Wildeman avled 1617 i Viborg och ligger begravd i Pernå kyrka i Finland. Han var gift med Anna Hansdotter Björnram, dotter till amiral Hans Larsson till Isnäs och hans första hustru Anna Pehrsdotter Ollon. Paret fick åtta barn, av vilka äldste sonen Hans Wildeman introducerades å ättens vägnar på Riddarhuset.

### Familj
Wildeman gifte sig 22 juli 1593 med Anna Hansdotter (död 1616), dotter till ståthållaren Hans Larsson (Björnram) och Ingeborg Boije (af Gennäs). De fick tillsammans barnen Elisabet Wildeman (1595–1599), Ingeborg Wildeman (1596–1641), Brita Wildeman (1597–1646) som car gift med ryttmästaren Åke Stålarm, Anna Wildeman (1598–1599), Carin Wildeman (1600–1630) som var gift med översten Reinhold von Wrangel, Elisabet Wildeman (1603–1604), väpnaren Hans Wildeman (1604–1637), Margareta Wildeman (1605–1630) som var gift med riksrådet och överståthållaren Johan Berendes, assessorn Tönne Wildeman (1606–1639) och Ebba Wildeman (1608–1666) som var gift med kammarrådet Hans Palm.